# Trigonella freitagii
Trigonella freitagii är en ärtväxtart som beskrevs av I.T. Vassilczenko. Trigonella freitagii ingår i släktet trigonellor, och familjen ärtväxter. Inga underarter finns listade i Catalogue of Life.